# Monika Chabel
Monika Chabel z d. Ciaciuch (ur. 10 maja 1992 w Ślesinie) – polska wioślarka, brązowa medalistka igrzysk olimpijskich, srebrna medalistka mistrzostw świata, dwukrotna srebrna medalistka mistrzostw Europy.

## Życiorys
Na igrzyskach zadebiutowała w 2016 roku w Rio de Janeiro, biorąc udział w zawodach czwórki podwójnej. W składzie znalazły się także Maria Springwald, Joanna Leszczyńska oraz Agnieszka Kobus. W eliminacjach zajęły drugie miejsce, przez co musiały przystąpić do repasaży. Tam, dopływając do mety na drugiej pozycji, awansowały do finału, w którym zajęły trzecie miejsce, zdobywając brązowy medal. Do zwycięskich Niemek straciły 1,47 sekundy.
W 2016 roku została odznaczona Srebrnym Krzyżem Zasługi.
W 2017 poślubiła polskiego wioślarza Wiktora Chabela.  

## Wyniki
| Rok  | Zawody                      | Miejsce            | Konkurencja          | Czas             | Pozycja     |
| ---- | --------------------------- | ------------------ | -------------------- | ---------------- | ----------- |
| 2010 | Mistrzostwa świata juniorów | Račice             | Czwórka podwójna     | Finał B: 6:57,35 | 11. miejsce |
| 2012 | Mistrzostwa świata U23      | Troki              | Czwórka podwójna     | Finał A: 7:02,97 | 4. miejsce  |
| 2013 | Mistrzostwa świata U23      | Linz               | Czwórka podwójna     | Finał A: 6:36,70 | 2. miejsce  |
| 2014 | Mistrzostwa Europy          | Belgrad            | Czwórka podwójna     | Finał A: 6:17,81 | 3. miejsce  |
| 2014 | Mistrzostwa świata U23      | Varese             | Czwórka podwójna     | Finał A: 6:26,52 | 2. miejsce  |
| 2015 | Mistrzostwa Europy          | Poznań             | Czwórka podwójna     | Finał A: 6:20,87 | 3. miejsce  |
| 2015 | Mistrzostwa świata          | Lac d’Aiguebelette | Czwórka podwójna     | Finał A: 6:31,01 | 4. miejsce  |
| 2016 | Mistrzostwa Europy          | Brandenburg        | Czwórka podwójna     | Finał A: 7:18,53 | 2. miejsce  |
| 2016 | Igrzyska olimpijskie        | Rio de Janeiro     | Czwórka podwójna     | Finał A: 6:50,86 | 3. miejsce  |
| 2017 | Mistrzostwa Europy          | Račice             | Czwórka bez sternika | Finał A: 6:55,32 | 2. miejsce  |
| 2017 | Mistrzostwa świata          | Sarasota           | Czwórka bez sternika | Finał A: 6:34,25 | 2. miejsce  |
| 2018 | Mistrzostwa Europy          | Glasgow            | Czwórka bez sternika | Finał A: 6:42,58 | 3. miejsce  |
| 2018 | Mistrzostwa świata          | Płowdiw            | Czwórka bez sternika | Finał A: 6:32,05 | 5. miejsce  |
| 2019 | Mistrzostwa Europy          | Lucerna            | Czwórka bez sternika | Finał A: 6:32,37 | 3. miejsce  |
| 2019 | Mistrzostwa świata          | Ottensheim         | Czwórka bez sternika | Finał A: 6:51,43 | 4. miejsce  |
| 2020 | Mistrzostwa Europy          | Poznań             | Czwórka bez sternika | Finał B: 6:54,12 | 7. miejsce  |